# 福用駅
福用駅（ふくようえき）は、静岡県島田市高熊にある大井川鐵道大井川本線の駅である。

## 歴史
- 1929年（昭和4年）12月1日：開業[1]。
- 1998年（平成10年）4月27日：駅舎新築[2]。

## 駅構造
島式ホーム1面2線を有する地上駅。駅自体は無人だが、乗車券の委託販売がある簡易委託駅である。駅舎からホームへの移動は構内踏切を利用する。
駅舎は1998年に建設され、大井川鉄道の姉妹鉄道であるブリエンツ・ロートホルン鉄道のブリエンツ駅を模したスイス風駅舎である。

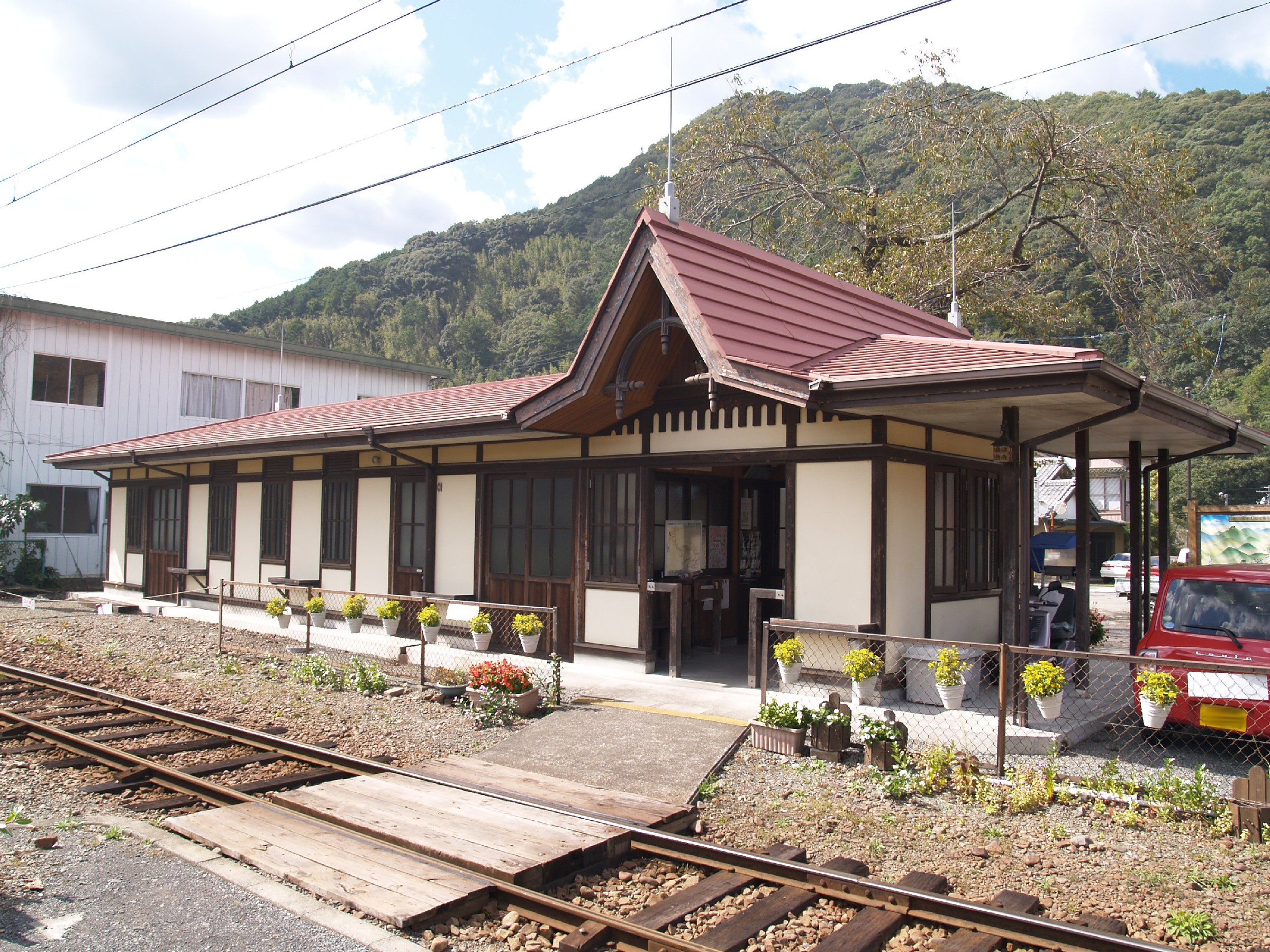
駅舎（2009年10月、ホーム側から）
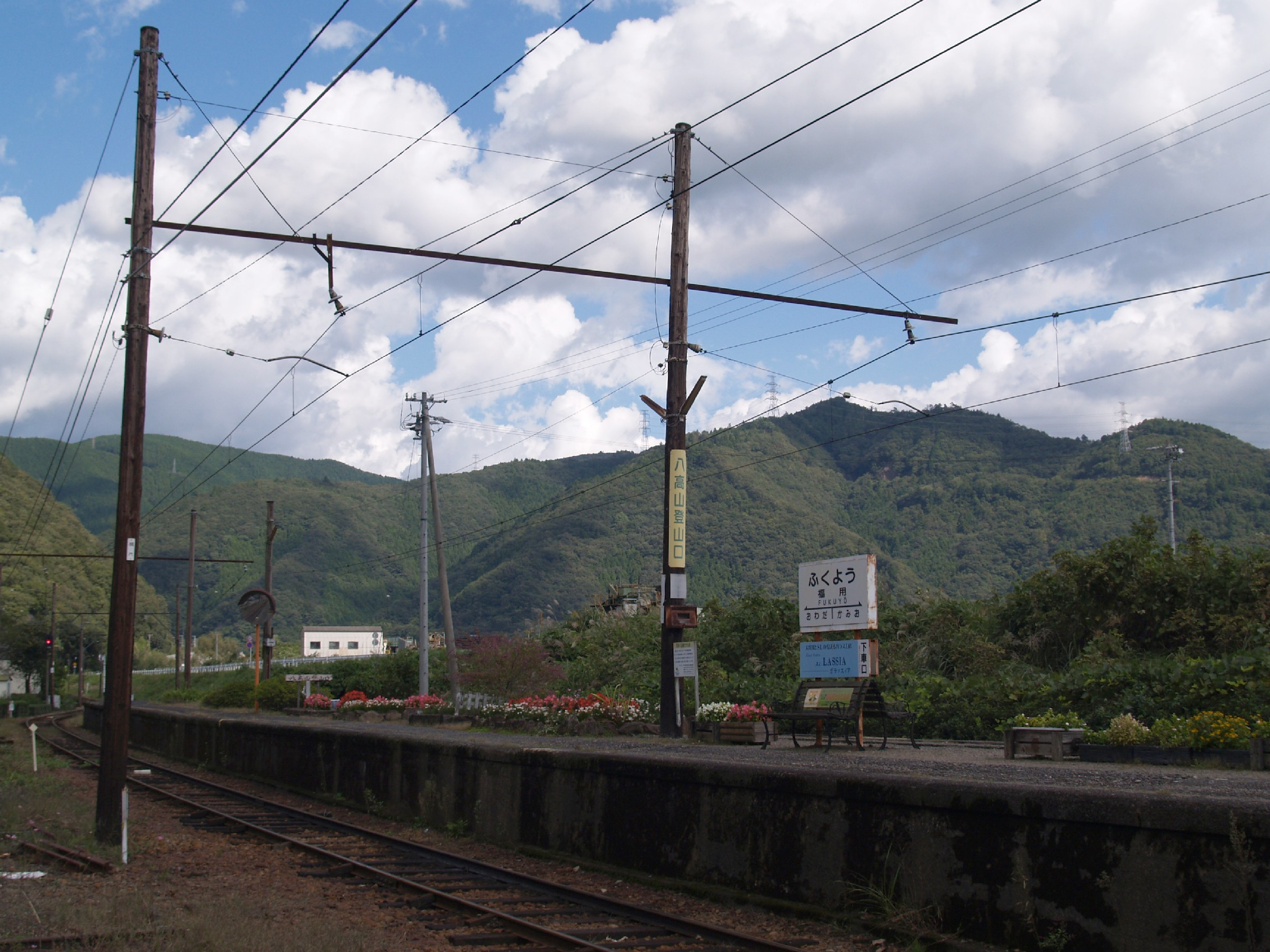
ホーム（2009年10月）

## 利用状況
- 2007年度の1日平均乗車人員は40人（静岡県統計年鑑による）

## 駅周辺
- 金谷福用簡易郵便局 - 乗車券を販売。
- 八高山登山口
- 国道473号
- 大井川
- 駿遠学園・静岡県立吉田特別支援学校駿遠分教室

## 隣の駅
大井川鐵道
■大井川本線
■普通
神尾駅 - 福用駅 - 大和田駅